# Alpuech
Alpuech é uma ex-comuna francesa na região administrativa de Occitânia, no departamento de Aveyron. Estendeu-se por uma área de 14,88 km². Em 2010 a comuna tinha 77 habitantes (densidade: 5,2 hab./km²).
Em 1 de janeiro de 2016 foi fundida com as comunas de Sainte-Geneviève-sur-Argence, Graissac, Lacalm, La Terrisse e Vitrac-en-Viadène para a criação da nova comuna de Argences-en-Aubrac.